# Strada europea E41
La E41 è una strada europea che collega Dortmund ad Altdorf. Come si evince dalla numerazione, si tratta di una strada intermedia con direzione nord-sud.

## Percorso
La E41 è definita con i seguenti capisaldi di itinerario: Dortmund - Gießen - Aschaffenburg - Würzburg - Stoccarda - Sciaffusa - Winterthur - Zurigo - Altdorf.